# Nel tempio degli uomini talpa
Nel tempio degli uomini talpa (The Mole People) è un film di fantascienza del 1956 diretto da Virgil W. Vogel.

## Trama
In un prologo ci viene narrato dal professor Frank Baxter, il mito del Re sumero Sharu che si sarebbe salvato dal diluvio universale rifugiandosi sulla vetta di una montagna dell'Asia insieme alla sua corte. Il professore cerca di dare credibilità alla storia rifacendosi alle teorie della terra cava di John Symmes e Cyrus Teed.
Una spedizione di archeologi e cacciatori di tesori, composta da Roger Bentley, Jud Bellamin, Etienne Lafarge, Paul Stuart e manovalanza varia, approfondisce le analisi giungendo nell'Asia centrale in una catena montuosa. Il gruppo, sulle tracce dell'antica civiltà, decide di scalare la montagna alla ricerca di reperti archeologici. Giunti su uno dei costoni della montagna scoprono le rovine di un tempio sumero e la testa di un'antica statua della dea Ishtar. Improvvisamente si apre un crepaccio e uno degli archeologi precipita negli abissi della montagna.
Entrati nelle viscere della montagna alla ricerca del compagno, gli archeologi ne trovano il cadavere a sessanta metri di profondità, ma proprio mentre si apprestano ad andarsene una frana blocca loro l'uscita ed uccide un altro membro della spedizione. Rimasti in tre, scoprono quindi un'antica popolazione, discendente degli antichi sumeri, all'oscuro del mondo moderno e affetti da un forte albinismo per la mancanza di luce. Inoltre, essi vivono in una sorta di società a caste, e tengono in schiavitù una razza di mostri umanoidi detti "tenebriani", simili a uomini talpa, che fanno lavorare affinché procurino loro il cibo, facendogli coltivare dei funghi, alimento che cresce anche senza la luce del sole.
Inizialmente gli albini pensano che i protagonisti siano una sorta di messaggeri divini, questo si deve al fatto che non possono sopportare la vista del fascio di luce emesso dalla torcia elettrica di un archeologo, che loro credono essere "il fuoco di Ishtar", una temibile arma divina. 
La situazione quindi si tranquillizza, e gli studiosi conoscono una ragazza di razza Europoide, Adad, apparentemente umana e senza collegamenti con la strana popolazione albina.
Ma la calma finisce quando un uomo talpa uccide un archeologo, ed Elinor, il Sommo Sacerdote delle creature, capendo che non sono quindi esseri divini immortali, ordina di sterminare gli umani, volendo in realtà impossessarsi del "fuoco di Ishtar". I due uomini vengono quindi condannati a morte venendo esposti all'"occhio di Ishtar", che trattandosi semplicemente della luce del sole, non ha però nessun effetto sugli archeologi. Nel frattempo i mostri tenuti in schiavitù si rivoltano uccidendo i loro oppressori. Elinor tenta di scacciarli con la torcia elettrica sottratta agli archeologi ma non sapendo che ormai è scarica, soccombe ai tenebriani.
Adad, decide di fuggire insieme ai due archeologi salendo in superficie con loro, ma giunta all'esterno, finisce seppellita sotto una colonna durante una scossa di terremoto.

## Produzione
Prodotto dalla Universal International Pictures (UI), il film venne girato negli Universal Studios, al 100 di Universal City Plaza, a Universal City.

## Distribuzione

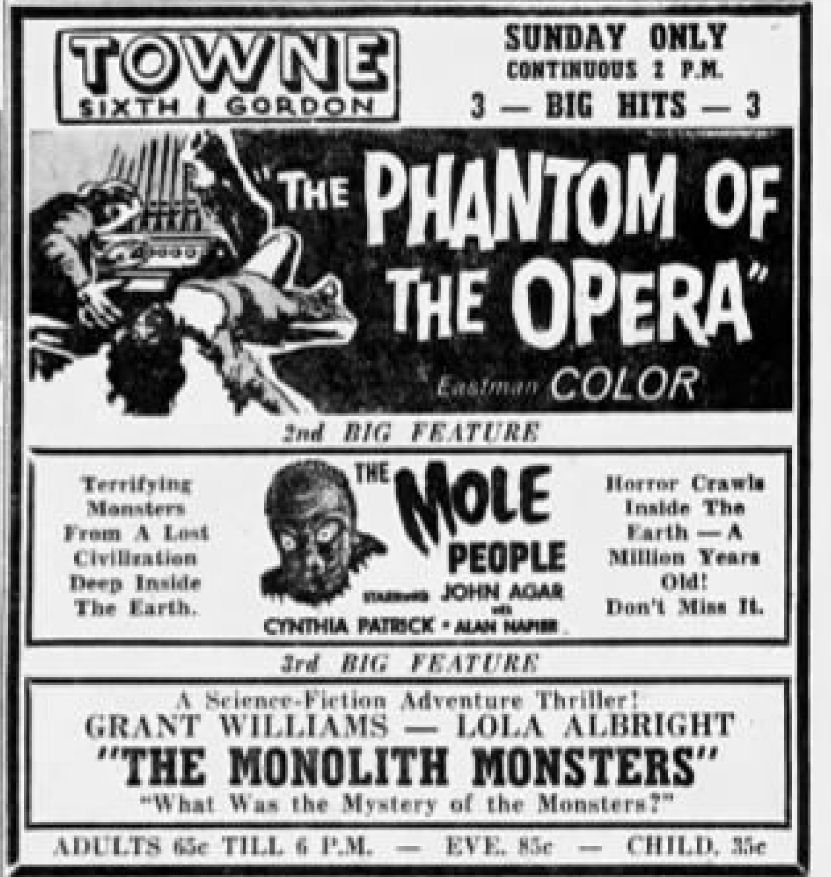
Pubblicità del film da un giornale del 1963

Distribuito dall'Universal, uscì nelle sale cinematografiche USA nel dicembre 1956. Nel 1957, uscì in Finlandia (22 febbraio, con il titolo Kätketty maailma) e in Francia (13 settembre, come Le Peuple de l'enfer. In Italia, fu distribuito dall'agenzia italiana dell'Universal International nel 1961, con notevole ritardo, doppiato dalla cooperativa CDC. Negli Stati Uniti, uscì nuovamente sul mercato nel 1964.

## Mitologia

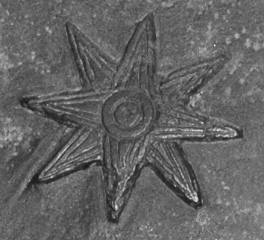
Una versione della stella simbolo di Inanna / Ishtar.

La storia Mesopotamica fittizia narrata nel film si basa ampiamente sulla teoria detta Panbabilonismo, nella quale storie sumere e giudaiche descrivono i medesimi eventi. Il dottor Bentley afferma che il diluvio universale è un fatto storicamente e archeologicamente provato, e l'approdo dei Sumeri sulla vetta della montagna è un riferimento al racconto biblico dell'arca di Noe'.
In maniera simile ai protagonisti del film, Ishtar discese negli abissi della terra. Esiste una connessione Panbabilonica tra la discesa di Ishtar e la storia del Vecchio Testamento di Giuseppe (figlio di Giacobbe). La discesa nel sottosuolo e il diluvio sono temi ricorrenti nella mitologia mondiale.
Il film associa erroneamente la dea Ishtar e i Sumeri. Ishtar era la controparte babilonese della dea sumera Inanna. Il vero simbolo di Ishtar era una stella a otto punte. Altra incongruenza sono i vari geroglifici e divinità dipinti sulle mura del tempio che sono chiaramente egizi e non sumeri.